# Drzewiak szary
Drzewiak szary (Dendrolagus inustus) – gatunek ssaka z podrodziny kangurów (Macropodinae) w obrębie rodziny kangurowatych (Macropodidae). 

## Taksonomia
Gatunek po raz pierwszy zgodnie z zasadami nazewnictwa binominalnego opisał w 1840 niemiecki przyrodnik Salomon Müller nadając mu nazwę Dendrolagus inustus. Miejsce typowe to góra Lamantsjieri, blisko Triton Bay, w okolicach Lobo, Fak-fak, Papua Zachodnia, Indonezja. Holotyp to wypchana skóra (sygnatura RMNH MAM.13483b) i szkielet (sygnatura RMNH MAM.13483a) dorosłej samicy z kolekcji Rijksmuseum van Natuurlijke Historie; okaz typowy zebrany pomiędzy 1 a 31 sierpnia 1828 roku przez Müllera. Podgatunek formalnie opisał w 1916 roku niemiecki zoolog Paul Matschie jako odrębny gatunek i nadając mu nazwę Dendrolagus finschi. Miejsce typowe to Tami, zatoka Yos Sudarso, Jayapura, Indonezja. Holotyp to tylko  ogon (sygnatura ZMB 45060) z kolekcji Muzeum Historii Naturalnej w Berlinie; zebrany przez niemieckiego ornitologa Otto Finscha.
Badania oparte na danych genetycznych wskazują, że D. inustus jest taksonem siostrzanym D. ursinus z którym tworzy klad będący grupą siostrzaną dla reszty nowogwinejskich Dendrolagus. Ważność słabo zróżnicowanych podgatunków powinna zostać zbadana w ramach kompleksowej analizy morfologicznej i genetycznej oraz zachodzi potrzeba dodatkowych badań w celu ustalenia granic ich rozmieszczenia. 
Rozpoznano dwa podgatunki.

### Etymologia
- Dendrolagus: gr. δενδρον dendron „drzewo”; λαγως lagōs „zając”[17].
- inustus: łac. inustus „spalony”, od inurere „palić, spalać”[18].
- finschi: Friedrich Hermann Otto Finsch (1839–1917), niemiecki etnograf, przyrodnik i podróżnik[19].

## Zasięg występowania
Drzewiak szary występuje w zależności od podgatunku:
- D. inistus inistus – półwyspy Ptasia Głowa i Bomberai, północno-zachodnia Nowa Gwinea; prawdopodobnie także kilka wysp w indonezyjskiej prowincji Papua Zachodnia (Waigeo, Misool, Salawati i Batanta).
- D. inistus finschi – North Coastal Ranges of New Guinea na zachód od Wewak; także wyspa Yapen, w Zatoce Cenderawasih.

## Morfologia
Długość ciała (bez ogona) samic 55–89 cm, samców 57–79,5 cm, długość ogona samic 64–84,3 cm, samców 71–96,5 cm; masa ciała samic 7–14 kg, samców 11–23 kg. Drzewiaki szare mają krępą budowę ciała i małą głowę. Wykazują duże podobieństwo do kangurów naziemnych. Mają bardzo długie kończyny tylne i przednie w porównaniu z innymi drzewiakami, ale relatywnie krótkie w porównaniu z kangurami naziemnymi. Czwarty palec u stopy jest zazwyczaj dłuższy niż pozostałe. Posiadają także silne ramiona i długie zakrzywione pazury umożliwiające wspinaczkę po drzewach i przemieszczanie się pomiędzy gałęziami. Siwe ubarwienie wyraźnie odróżnia ten gatunek od pozostałych drzewiaków. Szata ma barwę od łupkowoszarej do czekoladowobrązowej i ma średnią długość. Grube futro rosnące na grzbiecie w przeciwnych kierunkach służy jako naturalna ochrona przed wilgocią. Czarne uszy wyraźnie odcinają się od szarej głowy, palce u stóp i ogon również są ciemne. U podstawy ogona brak jest owłosienia. Ogon jest używany jako narząd równowagi, nie jest jednak chwytny. Drzewiaki szare wykazują dymorfizm płciowy – samce są wyraźnie większe od samic.

## Ekologia

### Środowisko życia
Zamieszkują różne środowiska, przeważnie są to lasy pierwotne od wysokości 100 do 1400 m n.p.m.

### Tryb życia
Drzewiaki szare są bardzo zwinne i zręcznie przeskakują z drzewa na drzewo. Uważa się, że należą do grupy prymitywnych drzewiaków, ponieważ budowa ich tylnych kończyn jest najmniej przystosowana do nadrzewnego trybu życia niż u pokrewnych gatunków. Zwykle śpią na dużych, poziomych gałęziach. Większość czasu spędzają na drzewach, często jednak schodzą na ziemię. Potrafią się poruszać skacząc na tylnych nogach, ale niezbyt zręcznie. Ogon jest oderwany od ziemi a ciało pochylone jest do przodu, by zrównoważyć ciężar zwierzęcia podczas skoku. Nie jest wiadome, czy drzewiaki szare są zwierzętami samotnymi czy społecznymi. Żywią się liśćmi, owocami, miękką korą oraz łodygami roślin.
Są zwierzętami poligamicznymi. Zwykle rodzi się jedno młode, a samica jest zdolna do kolejnego porodu, gdy tylko młode opuści torbę. Niezwykle rzadko na świat mogą przyjść na świat dwa młode. Młode pozostaje w torbie 9 miesięcy, a matka zajmuje się nim przez dwa lata.
Dojrzałość płciową osiągają po uzyskaniu przez samicę 8,5-10 kg masy ciała, a przez samce 12 kg.
Długość życia drzewiaków szarych wynosi około 10 lat.

## Status zagrożenia
W Czerwonej księdze gatunków zagrożonych Międzynarodowej Unii Ochrony Przyrody i Jej Zasobów został zaliczony do kategorii VU (ang. vulnerable ‘narażony’).